# 수익 모델
수익 모델(revenue model)은 비즈니스, 일반적으로는 온라인 비즈니스가 서비스를 화폐화하는 방식을 가리킨다. 또, 수익 모델은 기업이 어떻게 수익을 내고 이익을 발생시키고 투자에 대한 최고의 수익률을 내는지 설명한 것이다.

## 구독형 수익 모델
구독형 수익모델(subscription revenue model)은 신문이나 고객의 리뷰, 논평, 리포트 등을 판매해 수익을 내는 모델이다. 구독형 수익 모델을 사용하기 위해서는 제공 자료가 다른 자료와 구분되고 복제가 어려우며 어디서든 쉽게 구할 수 없는 높은 부가가치가 포함되어 있어야 한다.

## 거래 수수료형 수익 모델
거래 수수료형 수익모델(transaction fee revenue model)은 거래를 할 때마다 수수료를 받아 수익을 얻는 수익모델이다.

## 판매형 수익 모델
판매형 수익 모델(sales revenue model)은 고객에게 서비스, 상품, 정보를 팔아서 수익을 내는 모델이다.

## 제휴형 수익 모델
제휴형 수익모델(affiliate revenue model)은 제휴 웹 사이트가 방문자를 다른 웹사이트로 보내주거나, 잠재고객들에게 필요한 웹사이트를 소개해주고 소개료 또는 손님이 구입한 금액의 일부를 받는 수익모델이다.

### 사례
- Mypoints - 기업과 잠재고객을 연결시켜줌으로써 수익을 얻음
- Epinions, Yelp –잠재고객을 웹사이트로 이끌면서 수익을 얻음
- Amazon - 블로그에서 아마존 로고를 놓고 아마존으로 오게 이끔

개인 블로거들 - 몇몇 블로거들은 판매 채널로 링크시키거나, 제품에 대해 높이 평가하는 글을 올려 제조자로부터 돈을 바로 받거나, 무료로 제품을 제공 받는다

## 광고형 수익 모델
광고형 수익 모델(advertising revenue model)은 전자 상거래의 가장 큰 수익 모델이다. 상품과 유통비용 방문자에게 광고를 노출하기 위해 드는 상품, 유통 비용은 광고주가 지불하기 때문에 고객에게 무료로 제공된다. 웹사이트의 메시지(배너), 검색명단, 비디오, 위젯, 게임, (인스턴트 메시지) 다른 온라인미디어로 제공된다. 이를테면 야후는 배너광고를, 구글은 검색어에 맞는 광고를 제공하여 수익을 얻는다.